# Theodor Nöldeke
Theodor Nöldeke (Amburgo, 2 marzo 1836 – Karlsruhe, 25 dicembre 1930) è stato un orientalista e islamista tedesco.

## Biografia
Studiò lingue semitiche nelle università di Gottinga, Vienna, Leida e Berlino.
Fu nominato professore a Kiel nel 1864, poi nel 1872 a Strasburgo, dove rimase fino al termine della sua luminosa carriera nel 1906, data dopo la quale egli non smise peraltro di studiare e pubblicare importanti contributi per la conoscenza della cultura islamica.
I suoi campi di ricerca furono diversi, ma riguardarono principalmente le lingue semitiche e l'Islam. Molto importanti furono i suoi studi sulle lingue aramaiche, e sul siriaco in particolare. Numerosi suoi lavori furono inizialmente pubblicati dall'Enciclopedia Britannica.

## Studi sul Corano
Un suo lavoro, Geschichte des Qorâns (Storia del Corano), gli valse nel 1859 il premio dell'Académie des inscriptions et belles-lettres e l'anno seguente ne pubblicò una versione aumentata. Su di essa continuò a lavorare, con la collaborazione di Friedrich Schwally, e l'opera divenne una pietra miliare negli studi relativi al Corano; una seconda edizione aggiornata fu pubblicata, a cura di Friedrich Schwally, Gotthelf Bergsträsser e Otto Pretzl, in due volumi nel 1919 e 1938.
In base ai suoi studi, la cronologia delle 114 Sure coraniche seguirebbe la seguente logica:
- 48 Sure nel primo periodo meccano
- 21 Sure nel secondo periodo meccano
- 21 Sure nel terzo periodo meccano
- 24 Sure nel periodo medinese

L'ordine di composizione sarebbe il seguente:

### Primo periodo meccano
96, 74, 111, 106, 108, 104, 107, 102, 105, 92,
90, 94, 93, 97, 86, 91, 80, 68, 87, 95,
103, 85, 73, 101, 99, 82, 81, 53, 84, 100,
79, 77, 78, 88, 89, 75, 83, 69, 51, 52,
56, 70, 55, 112, 109, 113, 114, 1

### Secondo periodo meccano
54, 37, 71, 76, 44, 50, 20, 26, 15, 19,
38, 36, 43, 72, 67, 23, 21, 25, 17, 27, 18

### Terzo periodo meccano
32, 41, 45, 16, 30, 11, 14, 12, 40, 28,
39, 29, 31, 42, 10, 34, 35, 7, 46, 6, 13

### Periodo medinese
2, 3, 4, 5, 8, 9, 22, 24, 33, 47, 48, 49, 57,
58, 59, 60, 61, 62, 63, 64, 65, 66, 98, 110

## Opere scelte
- Geschichte des Qorāns (1860: seconda edizione aggiornata da Friedrich Schwally, Gotthelf Bergsträßer, Otto Pretzl 1919-1938)
- Das Leben Mohammeds (1863)
- Beiträge zur Kenntnis der Poesie der alten Araber (1864)
- Die alttestamentliche Literatur (1868)
- Untersuchungen zur Kritik des Alten Testaments (1869)
- Geschichte der Perser und Araber zur Zeit der Sasaniden, Leiden, Brill, 1879.
- Kurzgefasste Syrische Grammatik (Leipzig, T. O. Weigel, 1880)
- Reste Arabischen Heidentums (1887)
- Zur Grammatik des klassischen Arabisch (1896)
- Fünf Moʿallaqāt, übersetzt und erklärt (1899-1901)
- Beiträge zur semitischen Sprachwissenschaft (1904).

Nöldeke contribuì frequentemente alla Zeitschrift der Deutschen Morgenländischen Gesellschaft, ai Göttingische gelehrte Anzeigen e all'Expositor.